# Dastar Corp. v. Twentieth Century Fox Film Corp.
Dastar Corp. v. Twentieth Century Fox Film Corp. (539 U.S. 23 (2003)) est un arrêt de la Cour suprême des États-Unis rendu en 2003. Il traite des liens entre le droit d'auteur et le droit des marques, et consacre l'interdiction d'utiliser une marque déposée pour prolonger la protection d'une œuvre entrée dans le domaine public.

## Contexte
En 1948, la Twentieth Century Fox obtient les droits exclusifs pour créer une série télévisée, Croisade en Europe (Crusade in Europe), basée sur le livre Croisade en Europe écrit par Dwight D. Eisenhower et publié en 1948 par Doubleday. La série, en 26 épisodes, montre des séquences de combat issues de films de l'armée américaine et d'autres sources, avec une voix off narrant des extraits du livre. En 1975, Doubleday renouvelle le copyright du livre, au contraire de la Fox, et la série entre donc dans le domaine public en 1977.
En 1988, la Fox refait l'acquisition des droits télévisés du livre et licencie à d'autres entreprises les droits de distribuer Croisade en Europe en vidéo. En 1995, la société Dastar acquiert des cassettes Betacam contenant la série télévisée originale : elle les copie, les édite pour les raccourcir à environ la moitié de leur durée d'origine et les vend dans un nouvel emballage sous le nom de « campagnes de la Seconde Guerre mondiale en Europe » (World War II Campaigns in Europe). Le nouvel enregistrement et la publicité de celui-ci mentionne Dastar et ses employés comme producteur, mais ni le livre d'origine Croisade en Europe, ni la série TV de la Fox et ses producteurs.
En 1998, la Fox décide d'attaquer Dastar en justice, affirmant que cette dernière a violé le droit d'auteur du livre Croisade en Europe et qu'elle viole le droit des marques (institué aux États-Unis par le Lanham Act) en contrefaisant le travail d'autrui sous son nom propre (« reverse passing off (en) »). La cour de district tranche en faveur de la Fox, et lui accord en dommages-intérêts le double du profit réalisé par Dastar sur les ventes en question. Après recours, la cour d'appel casse le jugement sur les conclusions relatives à la violation du droit d'auteur, mais maintient la qualification de contrefaçon sur base du Lanham Act et confirme les dommages-intérêts. La Dastar décide donc de s'en remettre à la Cour suprême.

## Décision
La Cour suprême américaine, qui n'a donc à se prononcer que sur les affirmations de contrefaçon liées au droit des marques (et non sur la violation des droits d'auteur, rejetée en appel) annule la décision des instances précédentes, se prononçant par 8 juges à 0 en faveur de Dastar. La Cour se base sur l'idée que le Lanham Act interdit bien la contrefaçon et le fait de faire passer le travail d'autrui pour le sien, mais que dans tous les cas, ces règles qui concernent l'usage d'une marque ne s'appliquent pas au domaine public. En effet, une fois qu'une œuvre sous droit d'auteur (ou même un brevet) entre dans celui-ci, n'importe qui peut faire ce qu'il souhaite avec l'œuvre, en citant ou non l'œuvre originale.
Le juge Antonin Scalia note dans le jugement que la Cour a déjà posé le fait que le droit des marques « n'existe pas pour récompenser les fabricants pour leur innovation dans la création d'un certain produit ; c'est plutôt l'objectif du droit des brevets et de sa période d'exclusivité ». Ainsi, des revendications basées sur la qualité d'auteur ne peuvent être utilisées pour contourner l'idée sous-jacente que les droits d'auteur ou de brevet sont limités dans le temps. Permettre de telles restrictions au domaine public reviendrait, selon Scalia, à « créer une espèce de droit d'auteur mutant permettant de limiter le droit (garanti par la Constitution fédérale) de copier et d'utiliser des œuvres tombées dans le domaine public », et ainsi « une forme de brevet et droit d'auteur perpétuel, ce que le Congrès n'a pas le droit de faire » en vertu de l'article I de la Constitution des États-Unis.
Scalia remarque aussi que si Dastar avait fait la même chose mais avec les cassettes vidéo datant de 1988, il y aurait eu dans ce cas une indiscutable violation du droit d'auteur.

### Suite de l'affaire
Devant rejuger l'affaire à la suite de la décision de la Cour suprême, la cour de district déboute la Fox de ses conclusions fondées sur le droit des marques, de même que celles fondées sur la concurrence déloyale. La seule question restant à trancher est celle de la violation du droit d'auteur du livre d'Eisenhower. La cour de district finit par juger que les droits d'auteur (dont la Fox est titulaire) sur le livre étaient effectivement valables, et que la Dastar les avait violés en incluant des passages du livre dans la narration.

## Analyse
Dastar aurait pu éviter complètement le procès si elle avait crédité correctement les auteurs de la série TV d'origine ; toutefois, comme relevé par Scalia, cela aurait pu causer d'autres problèmes, comme laisser croire que les auteurs d'origine soutiennent la nouvelle publication. Seule une formulation judicieuse du crédit d'auteur eût évité d'autres poursuites judiciaires.
La décision renforce le domaine public et ceux qui veulent faire usage d'œuvres qui ne sont plus soumises au droit d'auteur,. Si le jugement avait été rendu en faveur de la Fox, le droit des marques, voire les droits moraux (comme le droit à la titularité de l'œuvre) auraient pu être utilisés pour rendre impossible l'usage d'œuvre tombées dans le domaine public, comme le veut l'article I de la Constitution. À cet égard, le Congrès a prolongé plusieurs fois la durée du droit d'auteur, notamment via le Sonny Bono Copyright Term Extension Act.
Si l'arrêt Eldred v. Ashcroft (en) avait confirmé la possibilité du Congrès d'étendre la durée du droit d'auteur, il faut considérer l'arrêt Dastar v. Fox comme une confirmation de la Cour suprême qu'une œuvre dans le domaine public peut être utilisée librement. Quelques années plus tard, l'arrêt Golan v. Holder (en) a toutefois reconnu le droit du Congrès de « sortir » des œuvres du domaine public.